# Вледешть (комуна, Галац)
Вледешть, Вледешті (рум. Vlădești) — комуна у повіті Галац в Румунії. До складу комуни входять такі села (дані про населення за 2002 рік):
- Бренешть (969 осіб)
- Вледешть (1286 осіб)

Комуна розташована на відстані 220 км на північний схід від Бухареста, 46 км на північ від Галаца.

## Населення
За даними перепису населення 2002 року у комуні проживали 2255 осіб. Усі жителі комуни рідною мовою назвали румунську.
Національний склад населення комуни:
| Національність | Кількість осіб | Відсоток |
| -------------- | -------------- | -------- |
| румуни         | 2253           | 99,9%    |
| цигани         | 1              | < 0,1%   |

Склад населення комуни за віросповіданням:
| Релігія     | Кількість осіб | Відсоток |
| ----------- | -------------- | -------- |
| православні | 2252           | 99,9%    |
| реформати   | 2              | 0,1%     |

## Зовнішні посилання
- Дані про комуну Вледешть на сайті Ghidul Primăriilor [Архівовано 8 жовтня 2012 у Wayback Machine.]